# Invasion gegen USA
Invasion gegen USA ist ein US-amerikanischer Science-Fiction-Film/Kriegsfilm aus dem Jahr 1952.
Der während des Koreakrieges gedrehte Film kam erst am 25. September 1959 in die deutschen Kinos.
In dieser Semi-Utopie führt ein mysteriöser Mr. Ohman einer Gruppe US-Amerikanern vor Augen, was passieren kann, wenn man nicht allzeit gerüstet ist.

## Handlung
Der Journalist Vince unterhält sich in einer Bar mit einigen Leuten über die Wehrpflicht in den USA. Niemand der Anwesenden kann sich mit Vince' Darlegungen anfreunden, im Gegenteil, es herrscht völlige Abneigung gegen die allgemeine Wehrpflicht. Der Fabrikant Sylvester lehnt es vehement ab, seinen Betrieb im Kriegsfalle auf Rüstungsgüter umzustellen. Der Rancher Mulfory ist mit der Innenpolitik der Regierung unzufrieden, ein Abgeordneter schimpft darüber, dass die Rüstung auf Kosten der Steuerzahler geht. So hat jeder der Anwesenden nur harsche Kritik für die Regierung im Allgemeinen und die Aufrüstung im Besonderen übrig. Schließlich meldet sich der mysteriöse Mr. Ohman zu Wort. Er redet darüber, wie es den USA und damit den Anwesenden ergehen könnte, wenn alle Amerikaner ihrer Meinung wären. Während Ohman noch spricht, erscheinen die ersten Sondermeldungen im Fernsehen: Alaska und Kalifornien werden von einer fremden Macht angegriffen, Atombomben werden abgeworfen, San Francisco fällt den Eroberern in die Hände. Jeder Widerstand wird mit brutaler Gewalt gebrochen, Plünderungen und Vergewaltigungen sind an der Tagesordnung. Die US-Armee stellt sich den Eindringlingen in den Weg, hat aber keine Chance gegen die gewaltige Übermacht. Die New Yorker Hochhäuser werden durch Bomben vernichtet, der Feind hat die USA unter seine Kontrolle gebracht - da erwachen die Leute in der Bar aus ihrer Trance. Ohman hat sie erleben lassen, wie schutzlos sie gegen einen Angreifer wären. Als sie sich auf den Weg machen, haben die Barbesucher ihre Ansichten über Rüstung und Wehrpflicht grundlegend geändert.

## Kritiken
„Ein Film, der den Wehrwillen des amerikanischen Volkes steigern soll und den Schrecken einer kommunistischen Invasion darstellt, aus der kältesten Zeit des Kalten Krieges. Naiv montiert aus Wochenschauberichten, mit der Richtung das Gefahrenbewusstsein zu stärken. Heute noch sehenswert, als Dokument der Ausbeutung von Gefühlen zum Zweck der antikommunistischen Hexenjagd.“